# Gare des Laumes – Alésia
Gare des Laumes - Alésia – stacja kolejowa w Venarey-les-Laumes, w departamencie Côte-d’Or, w regionie Burgundia-Franche-Comté, we Francji.
Została oddana do użytku w 1851 przez État przed jego przejęciem w 1852 roku przez Compagnie du chemin de fer de Paris à Lyon, a następnie w 1857 do Compagnie des chemins de fer de Paris à Lyon et à la Méditerranée (PLM). Jest od 1938 roku stacją Société nationale des chemins de fer français (SNCF). Obsługiwana jest przez pociągi TER Bourgogne.